# St. Johannes (Griebo)

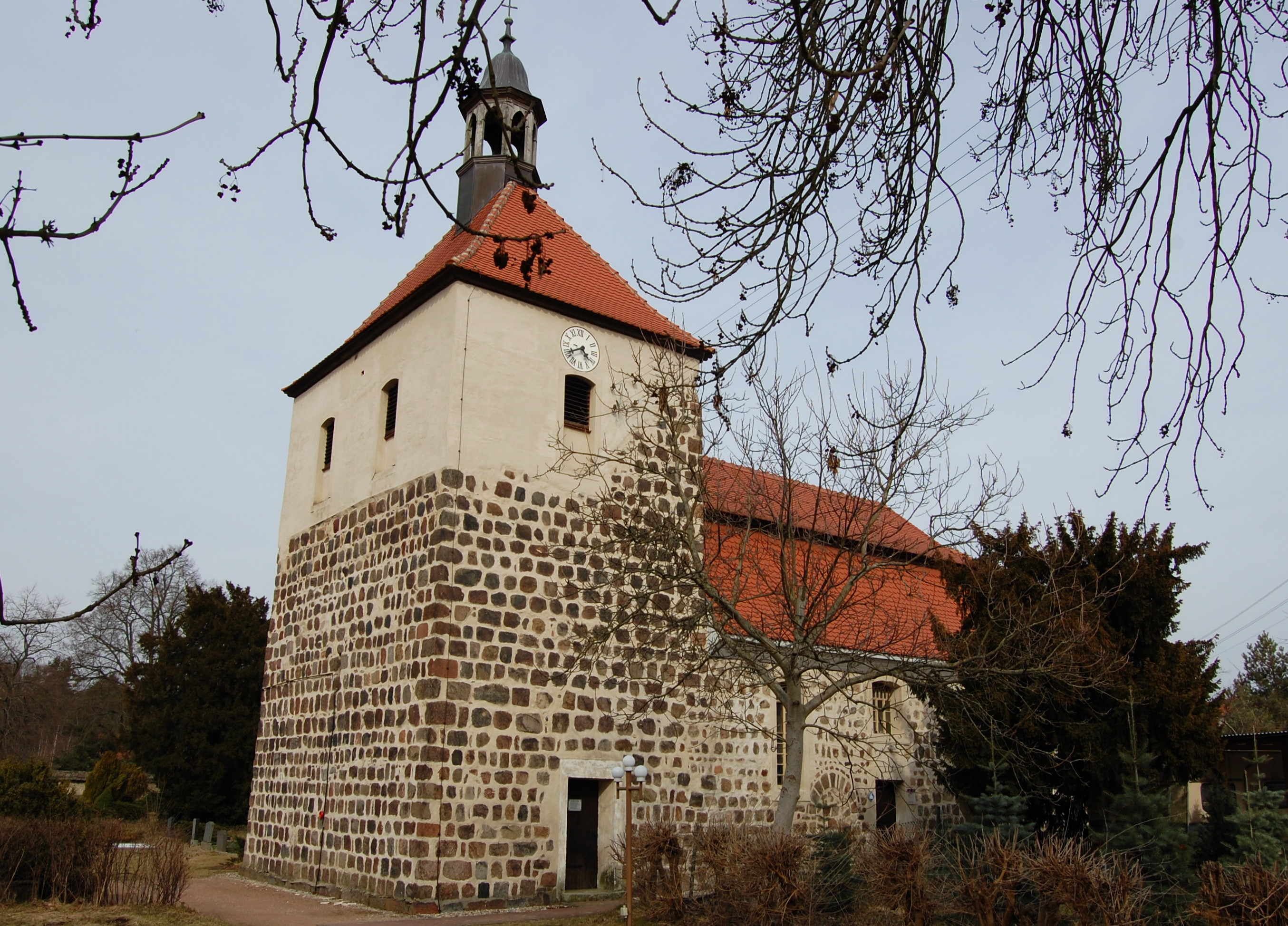
Sankt-Johannes-Kirche

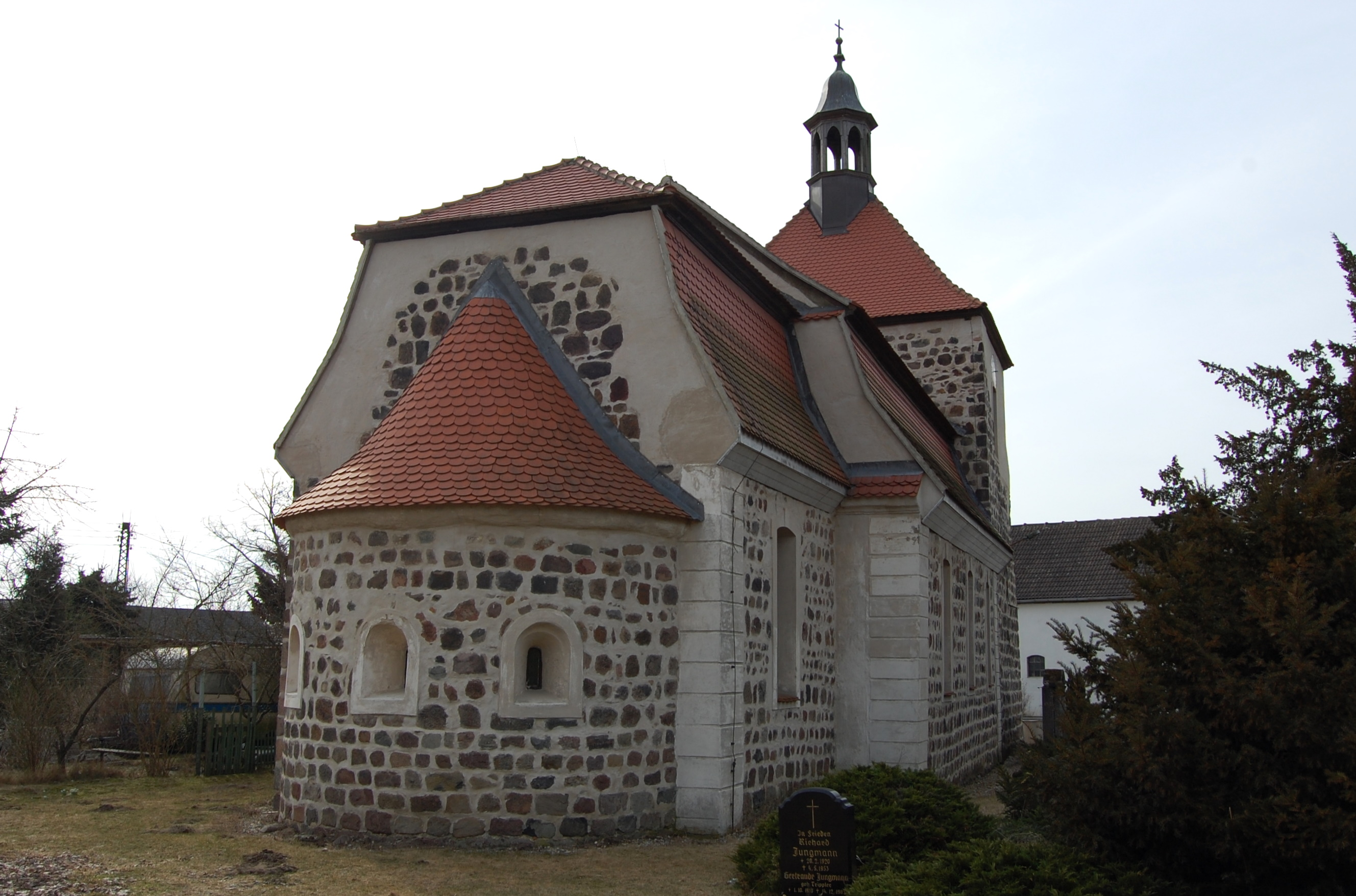
Blick auf die Ostseite

Die Sankt-Johannes-Kirche ist die evangelische Kirche des zur Lutherstadt Wittenberg gehörenden Dorfes Griebo.

## Architektur und Geschichte
Die Saalkirche ist spätromanischen Ursprungs. An der Westseite des Kirchenschiffs steht der Kirchturm auf querrechteckigem Grundriss, dessen Breite der des Schiffs entspricht. Der Chor ist in das Schiff eingezogen. An der Ostseite befindet sich eine runde Apsis. Das Mauerwerk besteht aus regelmäßigen Feldsteinen. Die Kirche entstand in der Zeit um 1200, wurde jedoch während des Dreißigjährigen Kriegs zerstört. Der Wiederaufbau erfolgte ab 1653, wobei der Turm erst 1692 gebaut wurde. An der südlichen Seite des Schiffs findet sich die Priesterpforte und ein 1729 vermauertes Rundbogenportal. Bedeckt ist die Kirche mit Mansarddächern. Diese Dächer, aber auch die Segmentbogenfenster, stammen aus Umbauten im Stil des Barocks in den Jahren 1654 und 1729. Seit der Zeit der Reformation war Griebo Filialkirche des zweiten Geistlichen aus Coswig (Anhalt).
Bauliche Veränderungen erfolgten auch in den Jahren 1893 und 1894.
Das Kircheninnere ist von einem Spiegelgewölbe überspannt, welches auf einem profilierten Gesims ruht. An der Nord- und Westseite des Kirchenschiffs befinden sich Emporen. Der Kanzelkorb war ursprünglich Bestandteil einer 1840 eingebauten neogotischen Kanzelaltarwand. Die Altarwand wurde 1985 entfernt. Als Altar dient nun eine Steinplatte, die lange auf dem Kirchhof lag. Ebenfalls aus dem Jahr 1840 stammt das neogotische Orgelprospekt.
In der Kirche befindet sich eine 1747 von Johann Gottfried Weinhold gegossene Bronzeglocke. Sie musste im Zweiten Weltkrieg zur Einschmelzung für die Rüstungsindustrie abgeliefert werden, kam jedoch nach Kriegsende 1948 unversehrt zurück. Die zweite in der Kirche vorhandene Glocke entstand 1923. Älteren Datums ist der in Form eines Kelches gefertigte und mit Blattschmuck verzierte Taufstein, der auf das Jahr 1676 datiert wird und vom Dorfschulzen Peter Schulze gestiftet worden war.
Bemerkenswert ist die den Kirchhof in größeren Teilen noch umgebende Mauer. Sie ist mittelalterlichen Ursprungs, aus Feldsteinen gemauert
und mit einem Satteldach versehen.

## Orgel
Die spätromantische Orgel wurde 1903 von Ernst Röver gebaut. Sie besitzt 13 Register auf zwei Manuale, sowie Pedal.
| I Hauptwerk C– |             |     |
| 1.             | Bordun      | 16′ |
| 2.             | Prinzipal   | 8′  |
| 3.             | Rohrflöte   | 8′  |
| 4.             | Zartgedackt | 8′  |
| 5.             | Oktave      | 4′  |
| 6.             | Flöte       | 4′  |
| 7.             | Mixtur II   |     |

| II Oberwerk C– |               |    |
| 8.             | Harmonieflöte | 8′ |
| 9.             | Dolce         | 8′ |
| 10.            | Salicet       | 8′ |
| 11.            | Fugara        | 4′ |

| Pedal C– |        |     |
| 12.      | Subbaß | 16′ |
| 13.      | Violon | 8′  |

- Coppeln: II/I, I/P, II/P